# おおぐま座運動星団
おおぐま座運動星団（おおぐまざうんどうせいだん、Ursa Major Moving Group）は、地球の最も近くにある運動星団である。主な星は、約80光年の距離にある。明るい星が多く、北斗七星の7つの星のうち、おおぐま座α星とおおぐま座η星を除く5つの星が含まれる。

## 発見と構成
おおぐま座運動星団は、1869年にリチャード・アンソニー・プロクターが、おおぐま座α星とおおぐま座η星を除く北斗七星を構成する5つの星が、いて座の同じ方向に向かって固有運動をしていることに気づいた。
おおぐま座運動星団のすべての恒星は、銀河系においてほぼ同じ位置にあり、ほぼ同じ方向に、ほぼ同じ速度で動いている。含有する金属の構成もほぼ同じで、ほぼ同じ年齢と考えられている。構成する星の年齢から、おおぐま座運動星団は約5億年前に同じ分子雲で形成され、かつては散開星団であったと考えられている。その後、各恒星は散らばり、18～30光年の範囲に広がっている。地球から最も近くにある星団として知られている。
太陽は、この運動星団のはずれに位置しているが、固有運動と年齢から星団の一員ではないとされる。

## 構成メンバー
ケフェウス座からみなみのさんかく座まで、より広い範囲に散らばっている。
- おおぐま座β星[2]
- おおぐま座γ星[2]
- おおぐま座δ星[2]
- おおぐま座ε星[2]
- おおぐま座ζ星A（ミザールA）[2]
- おおぐま座ζ星B（ミザールB）[2]
- おおぐま座80番星（アルコル）[2]
- けんびきょう座γ星[4]
- かんむり座α星 メンバーに加えるか否か諸説ある[2]が、クレムゾン大学のジェレミー・キング等の2003年の研究では確実視されている[4]。
- へび座β星[4]
- ぎょしゃ座β星[2][4]
- みずがめ座δ星[4]
- うさぎ座γ星[4]

### 関係が不明瞭な星
- シリウス 長年この運動星団のメンバーと考えられてきたが、この運動星団のメンバーとして若すぎることが示唆されている[4]。
- へびつかい座α星[2]
- しし座δ星[2]